# Herman J. Mankiewicz
Pour les articles homonymes, voir Mankiewicz.
Herman Jacob Mankiewicz [ˈhɝmən ˈd͡ʒeɪkəb ˈmæŋkəwɪt͡s], dit Herman J. Mankiewicz, est un scénariste et producteur de cinéma américain, né le 7 novembre 1897 à New York et mort le 5 mars 1953 à Hollywood. Il devient célèbre pour sa collaboration au scénario de Citizen Kane d'Orson Welles.

## Biographie

### Famille et vie personnelle
Herman Mankiewicz est né à New York et est élève de l'université Columbia et de l'université de Berlin. Il est le frère aîné du scénariste et réalisateur Joseph L. Mankiewicz. Leurs parents, Franz Mankiewicz et Johanna Blumenau, sont des immigrés juifs venus d'Allemagne,. Il est un « enfant introspectif, plongé dans les livres qui, malgré son intelligence, n'a jamais reçu l'aval de son exigeant père », connu pour minimiser ses succès.
Il est le père du scénariste Don Mankiewicz, de l'homme politique Frank Mankiewicz et de la romancière Johanna Mankiewicz Davis. Son épouse Sara est morte en 1985 à 88 ans.

### Carrière de producteur
Mankiewicz est le producteur délégué de quelques premiers classiques de la comédie parlante comme Folies olympiques (1932), et trois films des Marx Brothers, Monnaie de singe (Monkey Business), Plumes de cheval (Horse Feathers), et La Soupe au canard (Duck Soup) entre 1931 et 1933.

## Filmographie

### Auteur, scénariste
| - 1926 : La Route de Mandalay (The Road to Mandalay) de Tod Browning - (histoire) - 1926 : Stranded in Paris d'Arthur Rosson - (adaptation) - 1927 : Frivolités (Fashions for Women) de Dorothy Arzner - (adaptation) - 1927 : A Gentleman of Paris de Harry d'Abbadie d'Arrast - (intertitres) - 1927 : Mon patron et moi (Figures Don't Lie) de A. Edward Sutherland - (intertitres) - 1927 : La Cité maudite (The City Gone Wild) de James Cruze - (intertitres) - 1927 : The Spotlight de Frank Tuttle - (intertitres) - 1927 : Le Prince aux gondoles (Honeymoon Hate) de Luther Reed - (intertitres) - 1927 : Caballero (The Gay Defender) de Gregory La Cava - (intertitres) - 1927 : Le Don Juan du cirque (Two Flaming Youths) réalisé par John Waters - (intertitres) - 1927 : Sérénade (Serenade) de Harry d'Abbadie d'Arrast (non crédité) - 1928 : Condamnez-moi (Love and Learn) de Frank Tuttle - (intertitres) - 1928 : Gentlemen Prefer Blondes de Malcolm St. Clair - (intertitres) - 1928 : Crépuscule de gloire (The Last Command) de Josef von Sternberg - (intertitres) - 1928 : Épouvante (Something Always Happens), de Frank Tuttle - (intertitres) - 1928 : A Night of Mystery de Lothar Mendes - (intertitres) - 1928 : Mon rabbin chez mon curé (Abie's Irish Rose) de Victor Fleming - (intertitres) - 1928 : Le Figurant de la Gaîté (His Tiger Wife'') de Hobart Henley - (intertitres) - 1928 : La Rafle (The Dragnet) de Josef von Sternberg - (intertitres) - 1928 : Femme (The Magnificent Flirt) de Harry d'Abbadie d'Arrast - (intertitres) - 1928 : The Big Killing de F. Richard Jones - (intertitres) - 1928 : L'Infidèle (The Mating Call) de James Cruze - (intertitres) - 1928 : Comment on les mate ! (The Water Hole) de F. Richard Jones - (intertitres) - 1928 : Peggy et sa vertu (Take Me Home ) de Marshall Neilan - (intertitres) - 1928 : Moran of the Marines de Frank R. Strayer (non crédité) - 1928 : Avalanche d'Otto Brower - (scénario) (intertitres) - 1928 : The Barker de George Fitzmaurice - (intertitres) - 1928 : L'amour joue et gagne (Three Weekends) de Clarence G. Badger - (intertitres) - 1929 : Le Docteur Amour (The Love Doctor) de Melville W. Brown - (intertitres) - 1929 : Le Meurtre du canari (The Canary Murder Case) de Malcolm St. Clair et Frank Tuttle - (intertitres) - 1929 : L'Aspirant détective (The Dummy) de Robert Milton et Louis Gasnier - 1929 : L'Homme que j'aime (The Man I Love) de William A. Wellman - (histoire) - 1929 : Chimères (Fast Company) de A. Edward Sutherland et Edwin H. Knopf - 1929 : L'Assommeur (Thunderbolt) de Josef von Sternberg - 1929 : Force (The Mighty) de John Cromwell - (intertitres) - 1930 : Le Roi des vagabonds (The Vagabond King) de Ludwig Berger et Ernst Lubitsch - (scénario) (histoire) - 1930 : Men Are Like That de Frank Tuttle - (adaptation) - 1930 : Honey de Wesley Ruggles - (scénario) (intertitres) - 1930 : Ladies Love Brutes de Rowland V. Lee - (scénario) - 1930 : True to the Navy de Frank Tuttle - (dialogue) - 1930 : Love Among the Millionaires de Frank Tuttle - (dialogue) - 1930 : Laughter de Harry d'Abbadie d'Arrast - 1930 : The Royal Family of Broadway de George Cukor et Cyril Gardner - (adaptation) - 1931 : Salga de la cocina de Jorge Infante - (adaptation) - 1931 : Jede Frau hat etwas de Leo Mittler - (adaptation) - 1931 : Man of the World de Richard Wallace - (scénario) (histoire) - 1931 : Ladies' Man de Lothar Mendes - (scénario) | - 1931 : Dude Ranch de Frank Tuttle (non crédité) - 1932 : 4 de l'aviation (The Lost Squadron) de George Archainbaud - (dialogue additionnel) - 1932 : Les Danseurs dans la nuit (Dancers in the Dark) de David Burton - (scénario) - 1932 : Girl Crazy de William A. Seiter - (adaptation) - 1933 : Fast Workers de Tod Browning (non crédité) - 1933 : Another Language d'Edward H. Griffith - 1933 : Les Invités de huit heures (Dinner at Eight) de George Cukor - (scénario) - 1933 : Moi et le Baron (Meet the Baron) de Walter Lang - 1934 : The Show-Off de Charles Reisner - 1934 : Les Gars de la marine (Come On, Marines!) de Henry Hathaway (non crédité) - 1934 : Agent n° 13 (Operator 13) de Richard Boleslawski (non crédité) - 1934 : L'Espionne Fräulein Doktor (Stamboul Quest) de Sam Wood et Jack Conway - (scénario) - 1935 : Chronique mondaine (After Office Hours) de Robert Z. Leonard - 1935 : La Femme au masque (Escapade) de Robert Z. Leonard - 1935 : La Double Vengeance (The Murder Man) de Tim Whelan (non crédité) - 1935 : It's in the Air de Charles Reisner (non crédité) - 1935 : Code secret (Rendezvous) de William K. Howard et Sam Wood (non crédité) - 1935 : The Perfect Gentleman de Tim Whelan (non crédité) - 1936 : Love in Exile d'Alfred L. Werker - 1936 : Suzy de George Fitzmaurice (non crédité) - 1936 : San Francisco de W. S. Van Dyke (non crédité) - 1936 : The Three Maxims de Herbert Wilcox - 1937 : Deux Femmes (John Meade's Woman) de Richard Wallace - 1937 : Salonique, nid d'espions ou Mademoiselle Docteur de Georg Wilhelm Pabst - 1937 : Le Secret des chandeliers (The Emperor's Candlesticks) de George Fitzmaurice - contribution aux dialogues (non crédité) - 1937 : My Dear Miss Aldrich de George B. Seitz - (histoire originale et scénario)) - 1937 : Live, Love and Learn de George Fitzmaurice (non crédité) - 1939 : Le monde est merveilleux (It's a Wonderful World) de W. S. Van Dyke - (histoire) - 1939 : Le Magicien d'Oz (The Wizard of Oz) de Victor Fleming, George Cukor, Mervyn LeRoy, Norman Taurog, Richard Thorpe et King Vidor (non crédité) - 1940 : The Ghost Comes Home de Wilhelm Thiele (non crédité) - 1940 : Keeping Company de S. Sylvan Simon - (histoire) - 1940 : Camarade X (Comrade X) de King Vidor - (non crédité) - 1941 : The Wild Man of Borneo de Robert B. Sinclair - (adaptation) - 1941 : Citizen Kane d'Orson Welles (scénario) - 1941 : Rise and Shine d'Allan Dwan - (scénario) - 1942 : Vainqueur du destin (The Pride of the Yankees) de Sam Wood - (scénario) - 1942 : Le Souvenir de vos lèvres (This Time for Keeps) de Richard Thorpe - (personnages) - 1942 : Le Cargo des innocents (Stand by for Action) de Robert Z. Leonard - (scénario) - 1943 : Et la vie continue (The Human Comedy) de Clarence Brown - (non crédité) - 1943 : The Good Fellows de Jo Graham - (adaptation) - 1944 : See Here, Private Hargrove de Wesley Ruggles - (non crédité) - 1944 : Vacances de Noël (Christmas Holiday) de Robert Siodmak - 1945 : Le Cottage enchanté (The Enchanted Cottage) de John Cromwell - 1945 : Pavillon noir (The Spanish Main) de Frank Borzage - (scénario) - 1949 : Secret de femme (A Woman's Secret) de Nicholas Ray - (scénario) - 1952 : The Pride of St. Louis de Harmon Jones |

### Producteur
- 1931 : Monnaie de singe (Monkey Business) de Norman Z. McLeod (non crédité)
- 1932 : Folies olympiques (Million Dollar Legs) d'Edward F. Cline
- 1932 : Plumes de cheval (Horse Feathers) de Norman Z. McLeod (non crédité)
- 1933 : La Soupe au canard (Duck Soup) de Leo McCarey (non crédité)
- 1949 : Secret de femme (A Woman's Secret) de Nicholas Ray

## Film sur Herman J. Mankiewicz
En 2020, le cinéaste David Fincher réalise un film biographique sur sa vie Mank, diffusé sur la plateforme Netflix, avec Gary Oldman dans le rôle de Herman J. Mankiewicz.